# Rohana
Rohana es un género de lepidópteros de la familia Nymphalidae. Es originario del este de Asia.

## Especies
- Rohana macar
- Rohana nakula
- Rohana parisatis
- Rohana parvata
- Rohana rhea
- Rohana ruficincta
- Rohana tonkiniana